# Stowarzyszenie Górnośląskich Kolei Wąskotorowych
Stowarzyszenie Górnośląskich Kolei Wąskotorowych (SGKW) – organizacja zrzeszająca hobbystów kolejnictwa, założona w 2003 roku w Bytomiu. Obsługuje przewozy i utrzymuje infrastrukturę 21 km północnej części Górnośląskich Kolei Wąskotorowych o rozstawie szyn 785 mm.

## Działalność turystyczna

### Trasa turystyczna Bytom Wąskotorowy – Tarnowskie Góry – Miasteczko Śląskie
Istniejące od 2003 połączenie turystyczne obsługiwane przez lokomotywy spalinowe Lxd2, a od 2021 również przez parowóz „Ryś”

### Kompleks stacyjny Bytom Karb wąskotorowy
Teren jest otwarty do zwiedzania, znajduje się na nim wiele historycznych budowli (parowozownia, wieża piaskowa, nastawnia, kanał rewizyjny) a pośród torów stacyjnych odstawionych jest wiele zabytkowych pojazdów kolejowych takich jak lokomotywy Lxd2, Lyd2, Tw53, wagony wąskotorowe: towarowe węglarki i platformy, osobowe otwarte i zamknięte, motorowe MBxd2. Kompleks należy do Szlaku Zabytków Techniki.

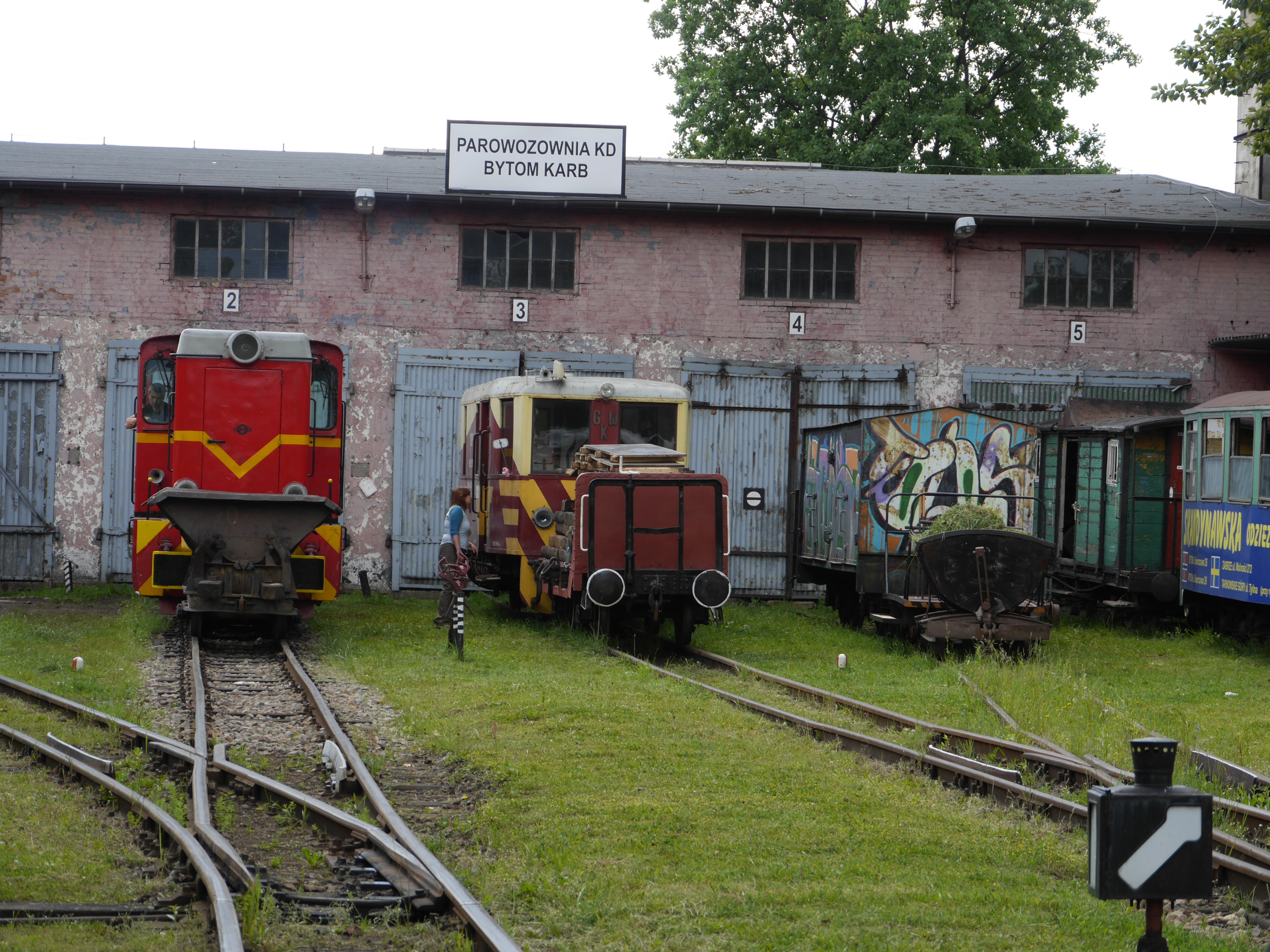
Parowozownia KD Bytom Karb

#### Parowozownia KD Bytom Karb
Stara, 6-stanowiskowa ceglana hala parowozowni KD Bytom Karb stanowi zaplecze warsztatowe stowarzyszenia. Wyposażona jest w 4 podnośniki typu Kutruffa oraz kanały rewizyjne. Jest miejscem przechowywania parowozu i wagonu salonki.

#### Izba tradycji
Ekspozycja zawierająca kolekcję zabytków techniki kolejnictwa na Górnym Śląsku, w szczególności związaną z Górnośląskimi Kolejami Wąskotorowymi. Na wystawie można zobaczyć dokumentację techniczną i handlową, urządzenia wraz z biletami stosowane dawniej na kasach kolei, elementy taboru, historyczne narzędzia, zachowane kawałki infrastruktury oraz urządzeń sterownia ruchem i łączności.

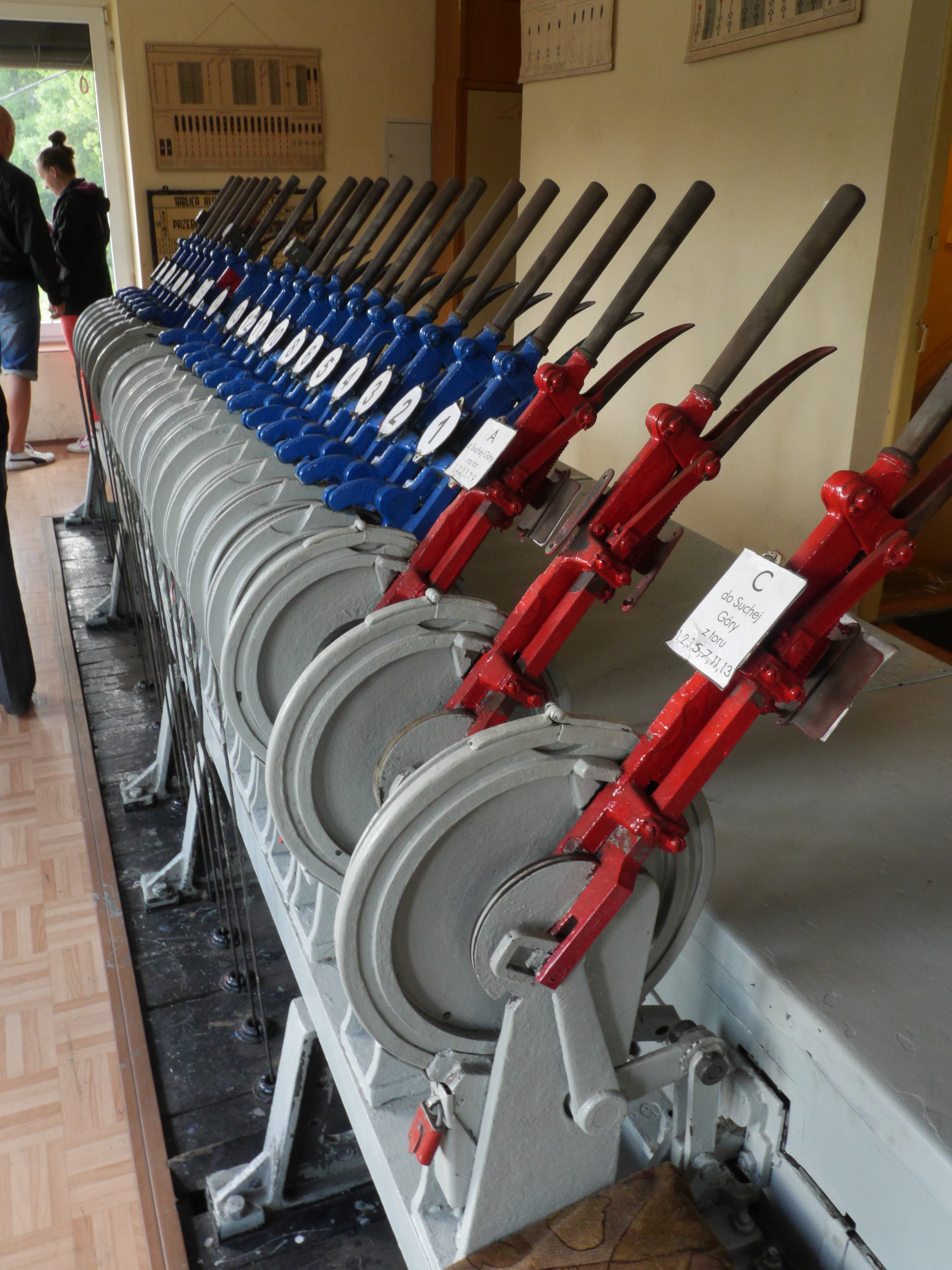
Ława nastawcza nastawni BKw

#### Nastawnia dysponująca BKw
Atrakcja dostępna do zwiedzania przy okazji imprez organizowanych na terenie stacji, oraz podczas oprowadzania po stacji z przewodnikiem. Zachowana czynna nastawnia dysponująca GKW w budynku piętrowym, aktualnie obsadzana dyżurnym ruchu w przypadku jazd więcej niż jednego pociągu. Wyposażona jest w urządzenia mechaniczne scentralizowane, zwrotnice obsługiwane są częściowo pędniami a częściowo ręcznie kluczami.

## Infrastruktura kolejowa

### Linia Bytom Wąskotorowy – Bytom Karb Wąskotorowy
Linia pełni funkcję łącznika stacji Bytom Karb Wąskotorowy na której znajduje się Parowozownia Bytom Karb z główną stacją kolejową w mieście Bytom przy której znajduje się przystanek kolejowy Bytom Wąskotorowy.

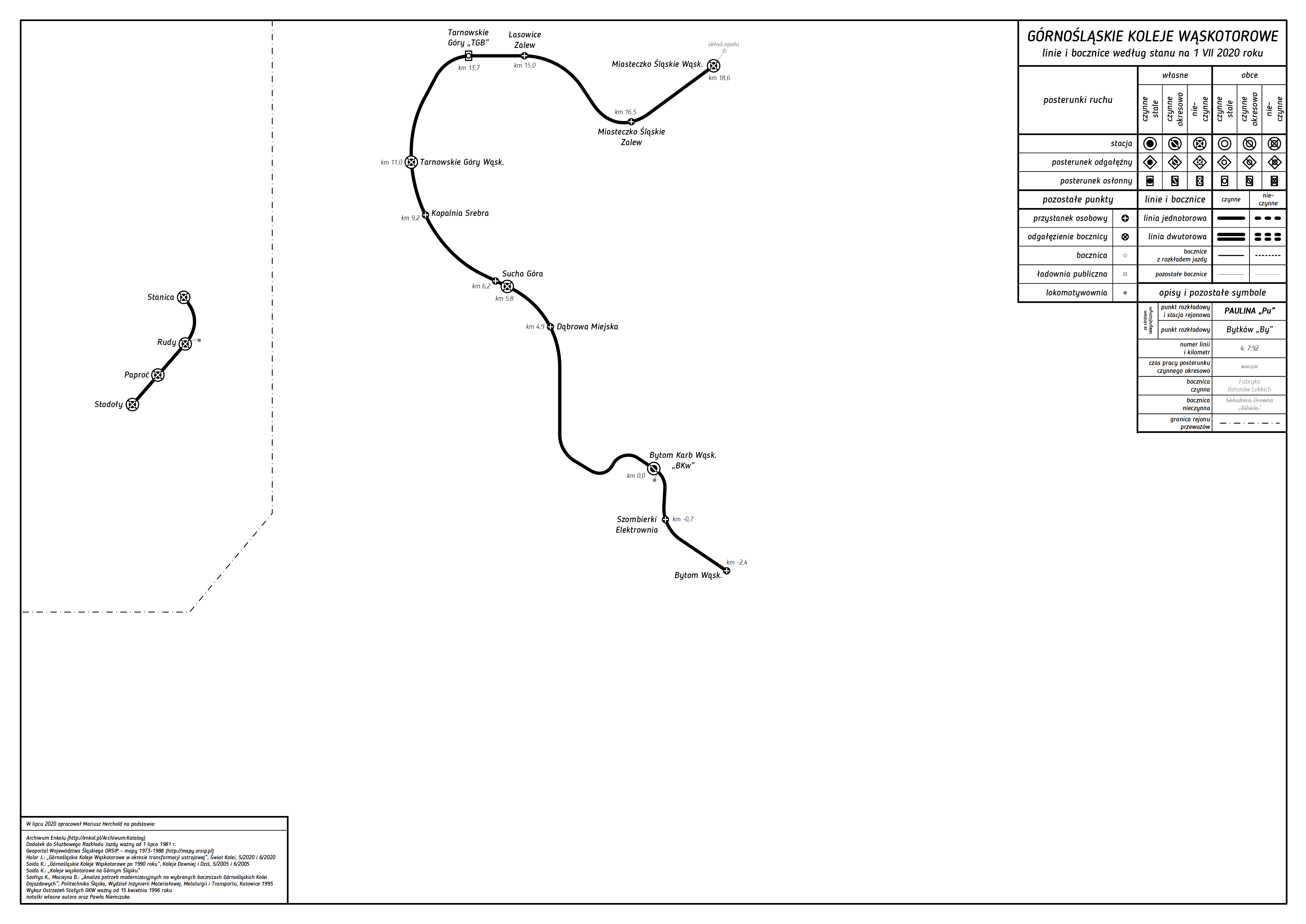
Mapa kolei GKW – SGKW i Zabytkowej stacji w rudach. Stan na rok 2020

W sezonie letnim jest częścią połączenia turystycznego Bytom Wąskotorowy – (Tarnowskie Góry) – Miasteczko Śląskie. Okresowo, w czasie wzmożonego ruchu turystycznego uruchamiane są wahadłowe połączenia łączące centrum Bytomia ze stacją Bytom Karb wąskotorowy (np. podczas Industriady).

### Linia Bytom Karb Wąskotorowy – Miasteczko Śląskie Wąskotorowe
Linia zaczyna się w Karbiu w kilometrze 0 w osi budynku dworcowego. Drugi koniec znajduje się w kilometrze 18,600 stacji Miasteczko Śląskie Wąskotorowe. Po drodze na linii znajdują się dwie mijanki: Sucha Góra i Tarnowskie Góry Wąskotorowe oraz przystanki: Dąbrowa Miejska, Tarnowskie Góry Kopalnia Srebra, Lasowice Zalew i Miasteczko Śląskie Zalew. Linia kolejowa przebiega po wiadukcie nad autostradą A1 oraz wzdłuż kamieniołomu „Bobrowniki”.

## Galeria

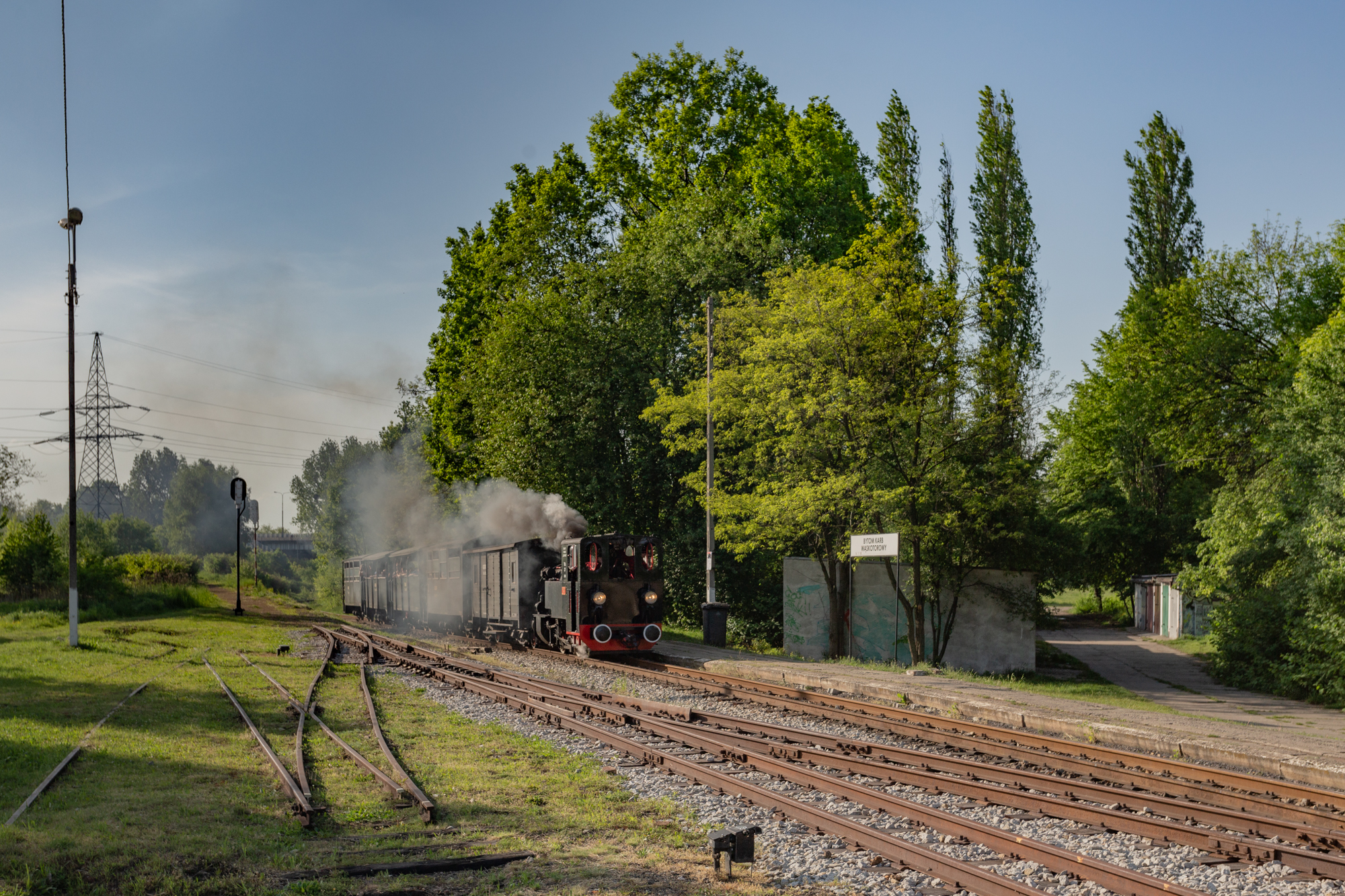
Tkb27-2002 z poc. turystycznym P-1116 podczas wjazdu na st. Bytom Karb Wąsk.
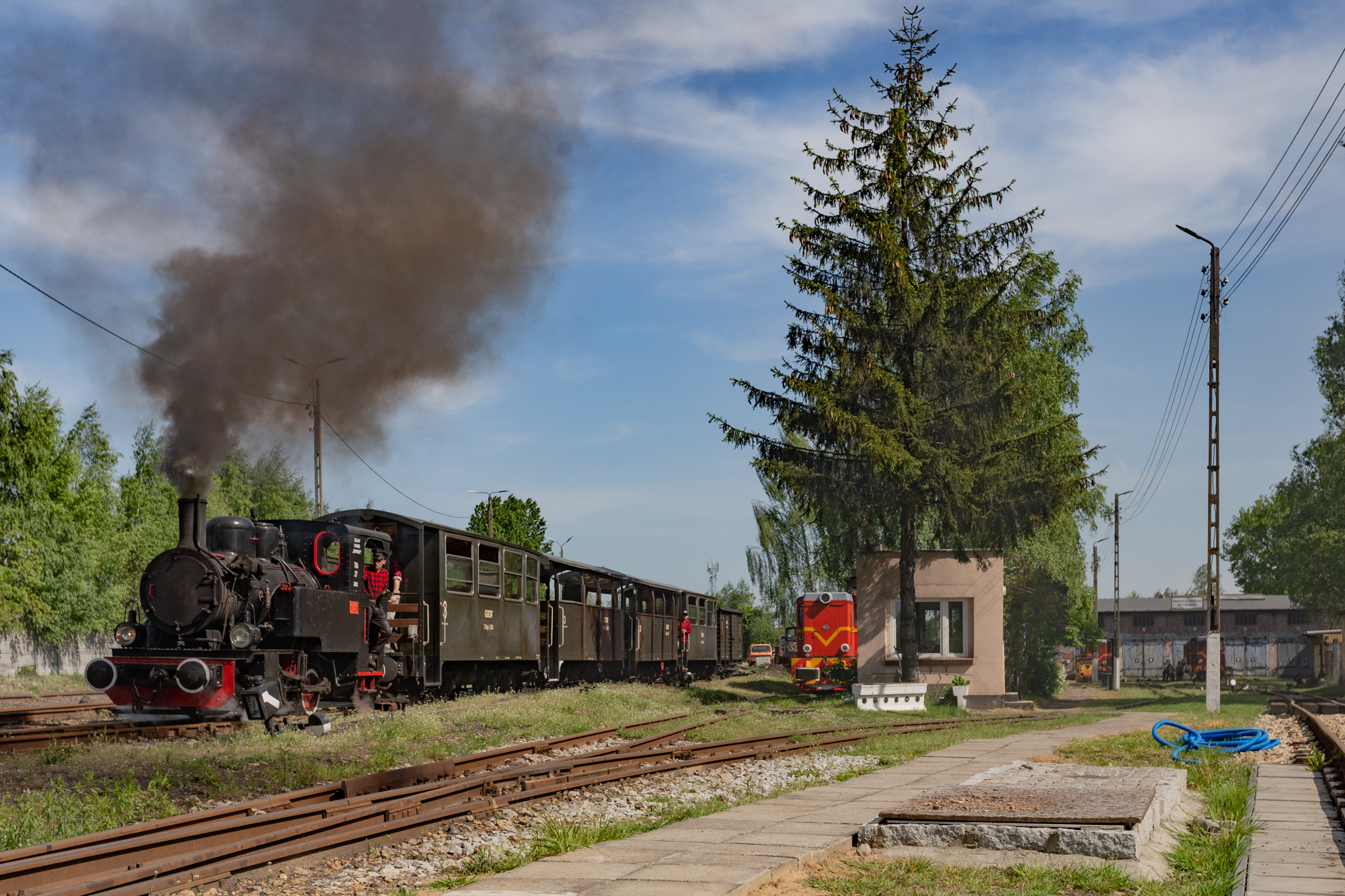
Tkb27-2002 z poc. turystycznym P-1114 podczas wyjazdu ze st. Bytom Karb Wąsk.
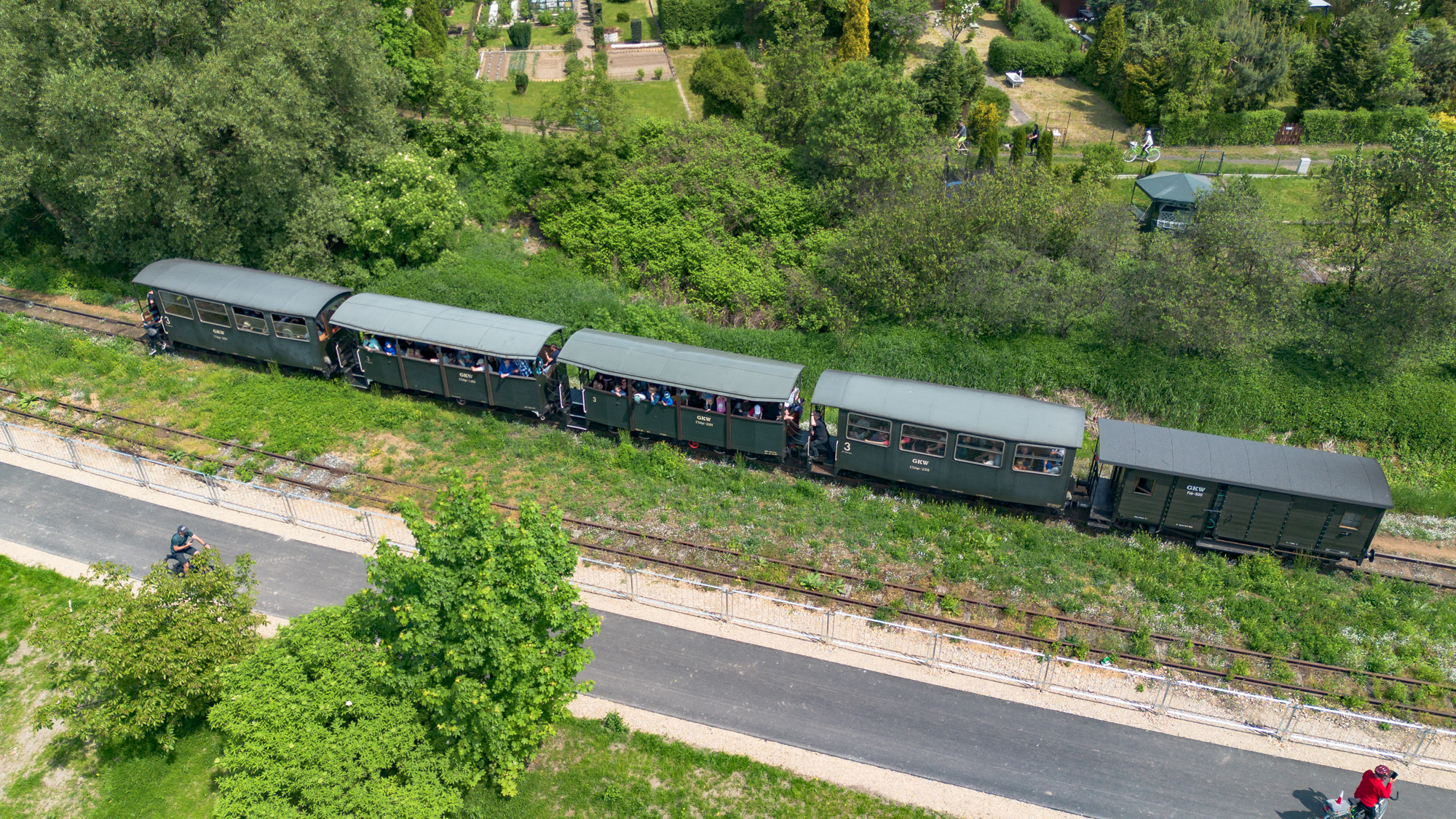
Tabor pasażerski SGKW na stacji w tarnowskich Górach Wąsk.
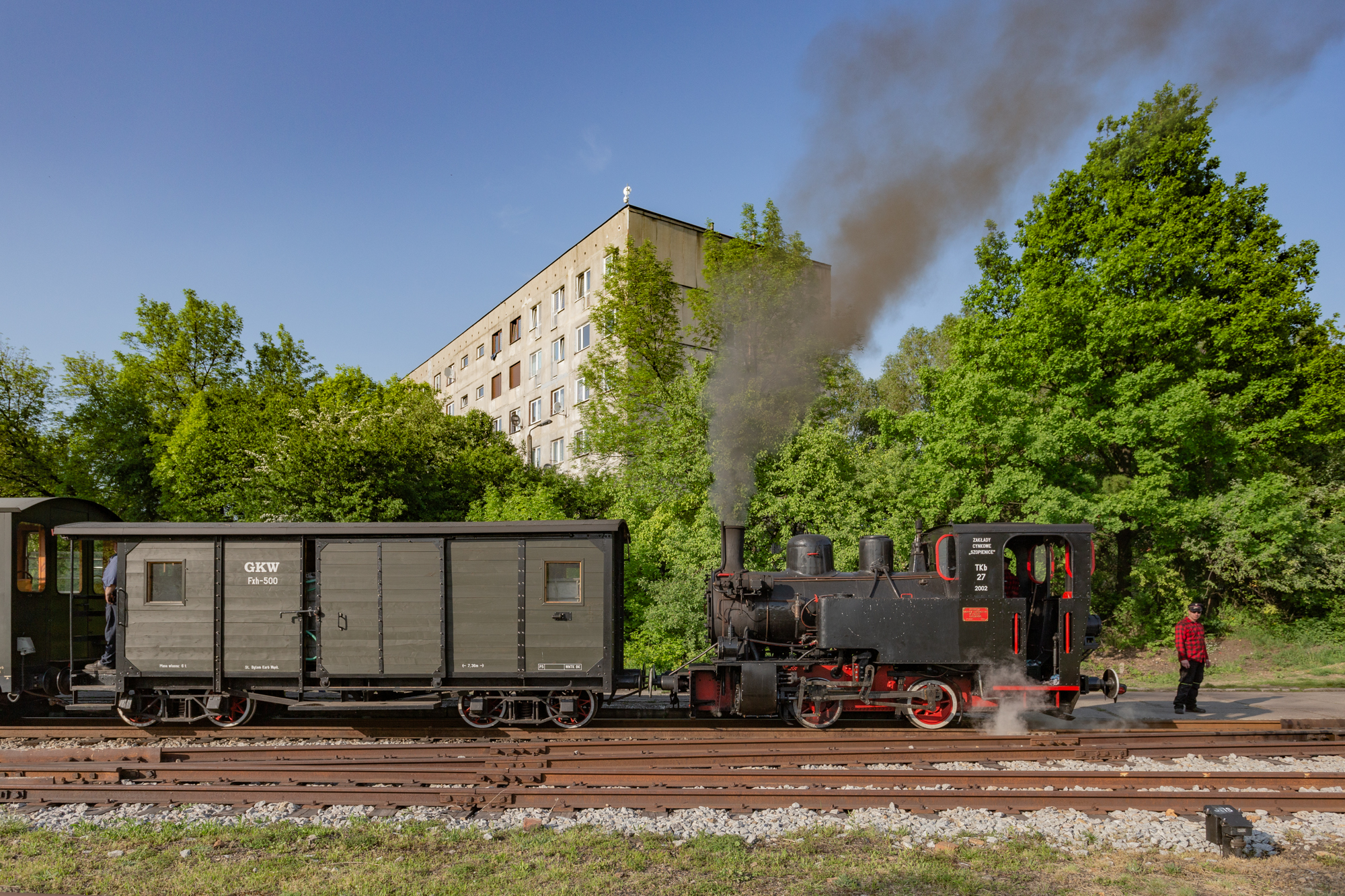
Tkb27-2002 z poc. turystycznym P-1116 podczas postoju na st. Bytom Karb Wąsk.
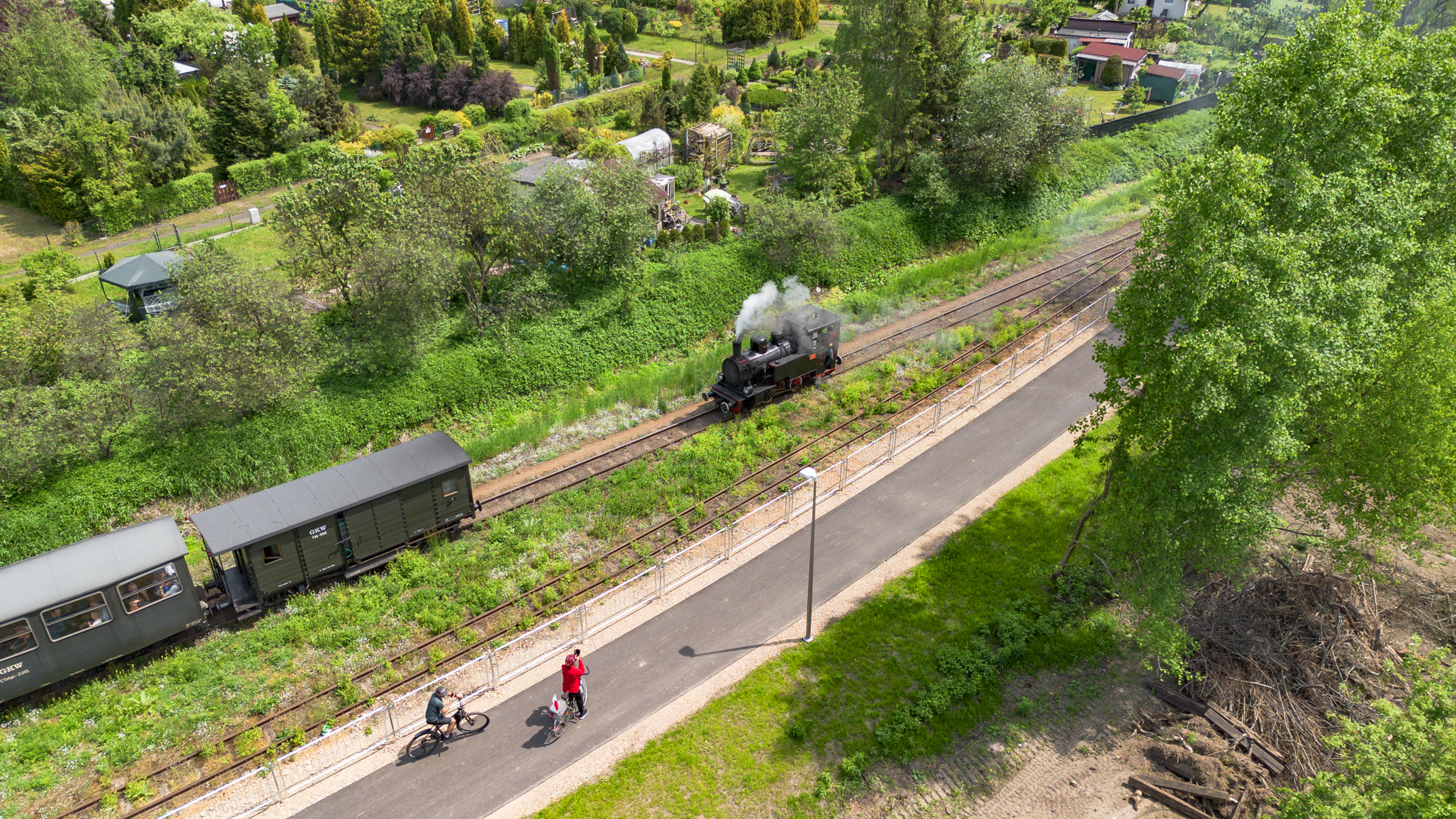
Tkb27-2002 podczas manewrów na stacji w Tarnowskich Górach Wąsk.
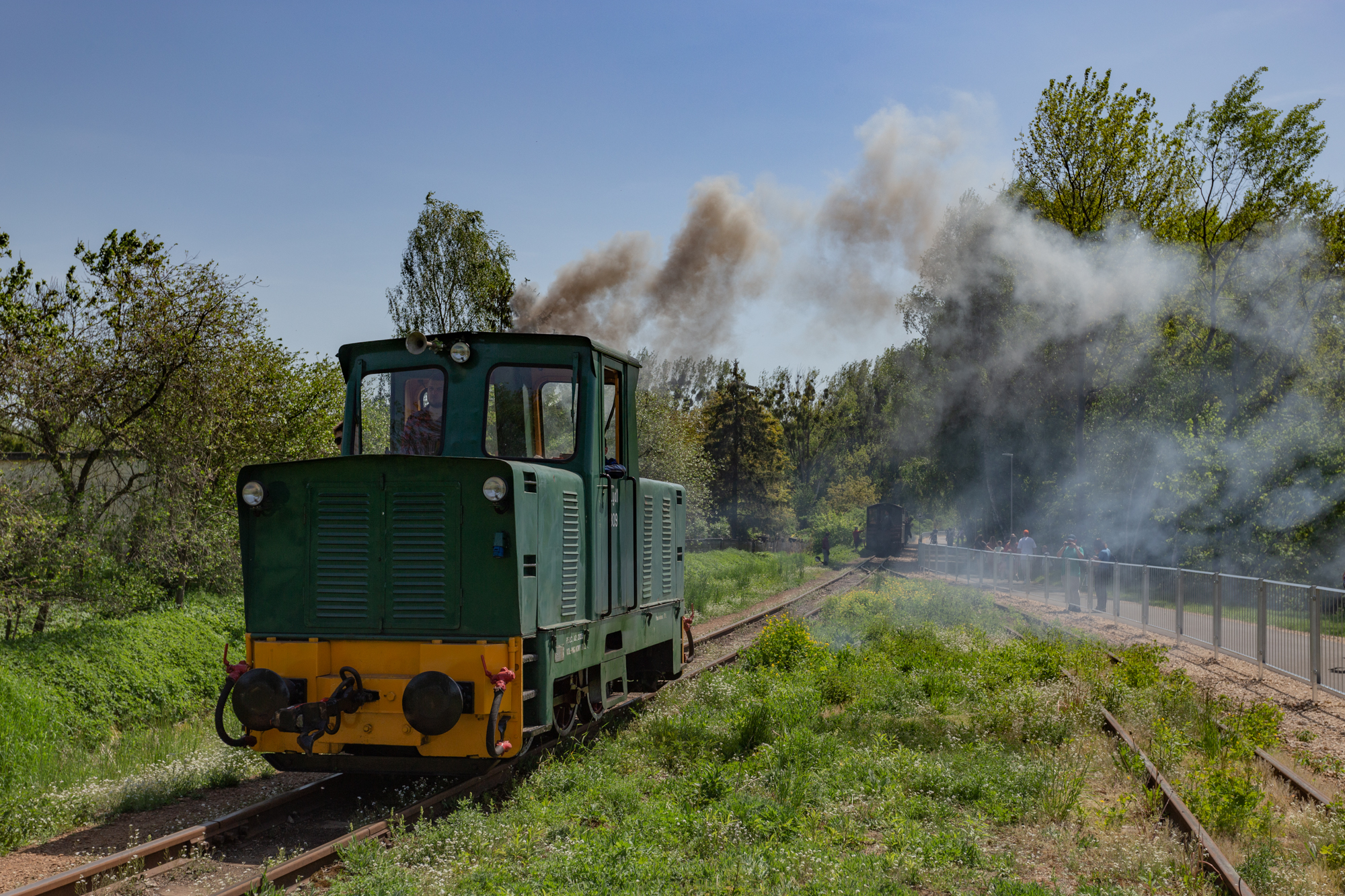
Lyd1-309 podczas manewrów na stacji w Tarnowskich Górach Wąsk.
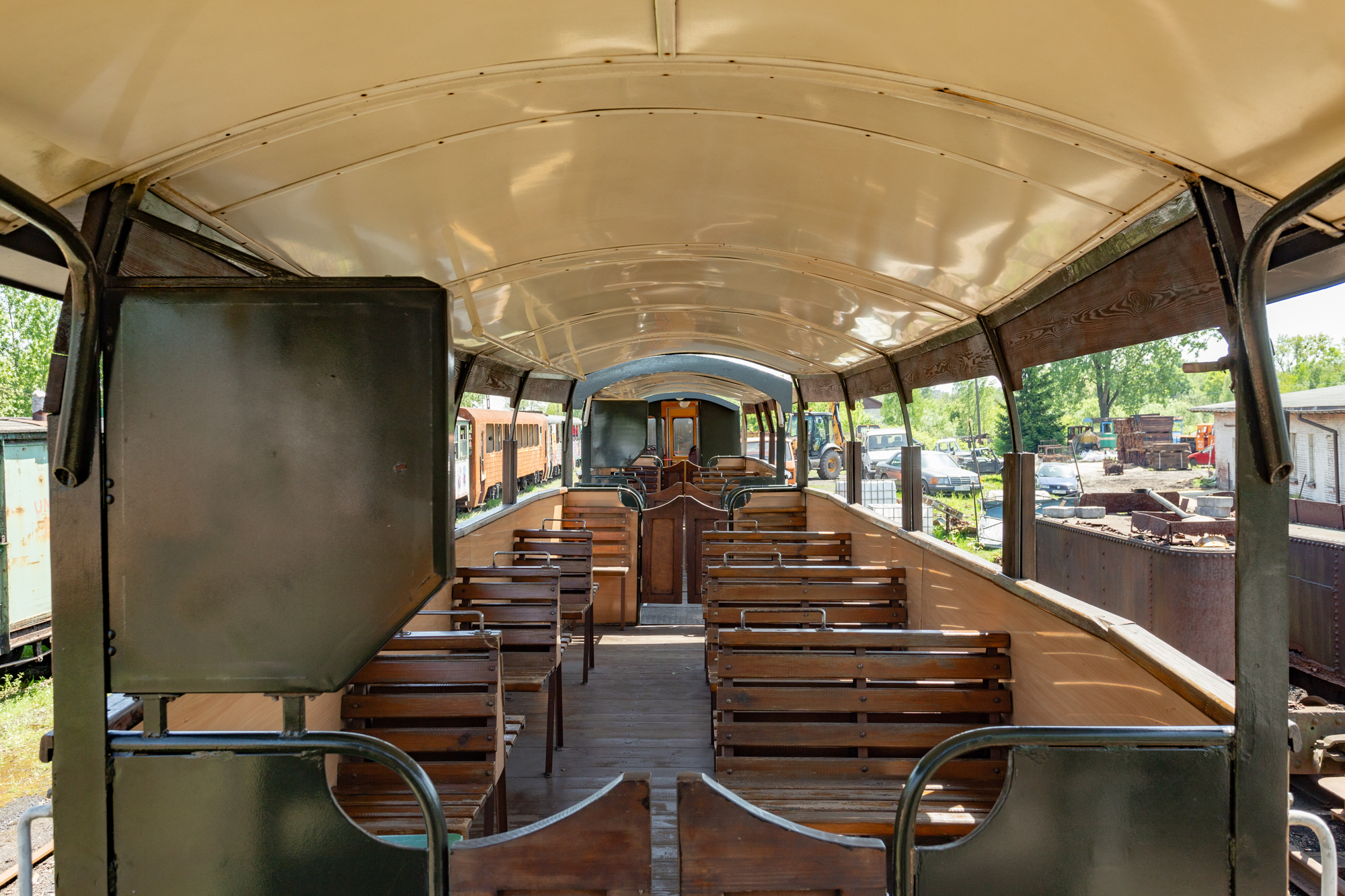
Wystawa taboru SGKW w Bytomiu - na fotografii jeden z wagonów do przewozu pasażerów.
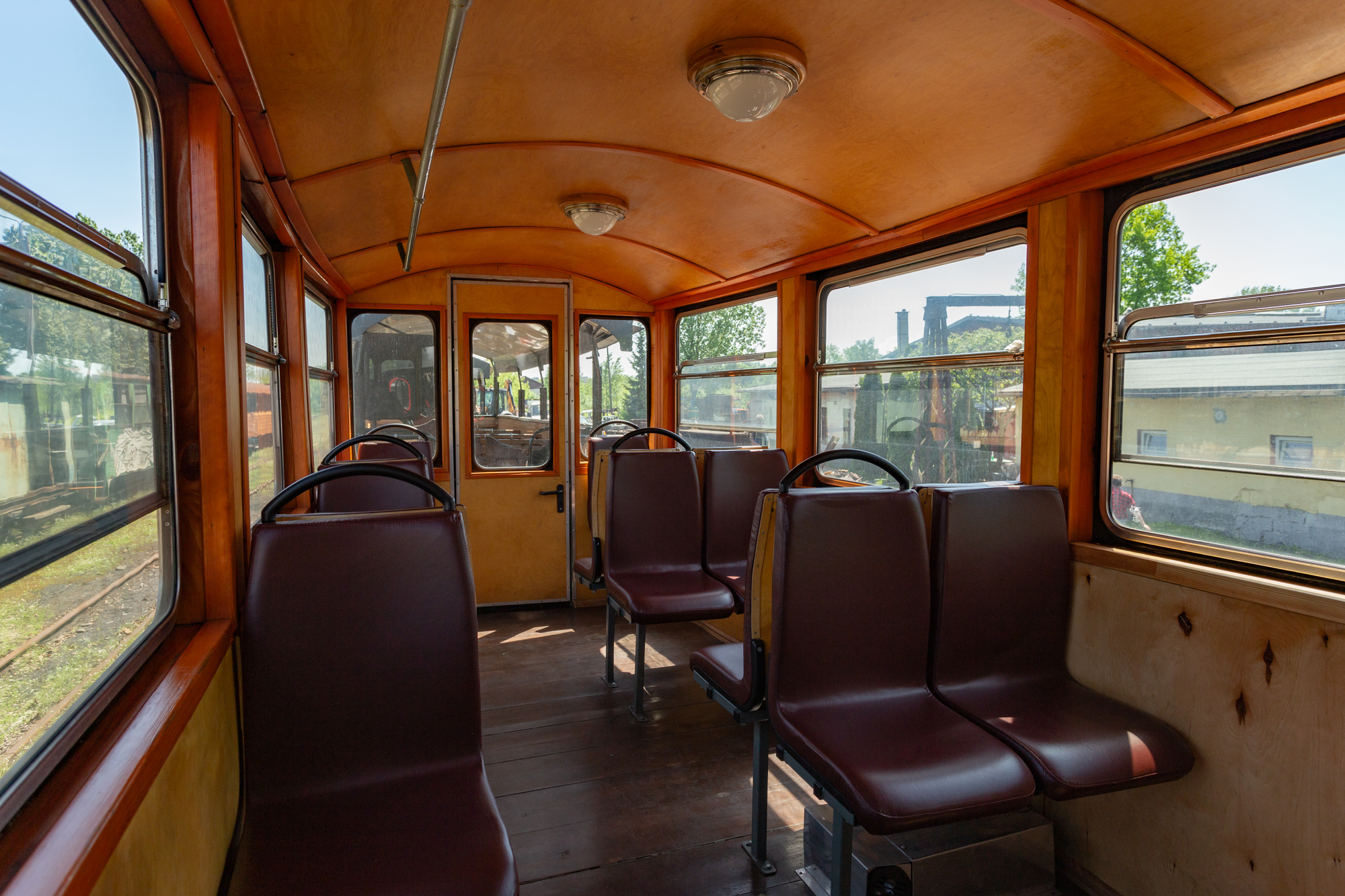
Wystawa taboru SGKW w Bytomiu - na fotografii jeden z wagonów do przewozu pasażerów.
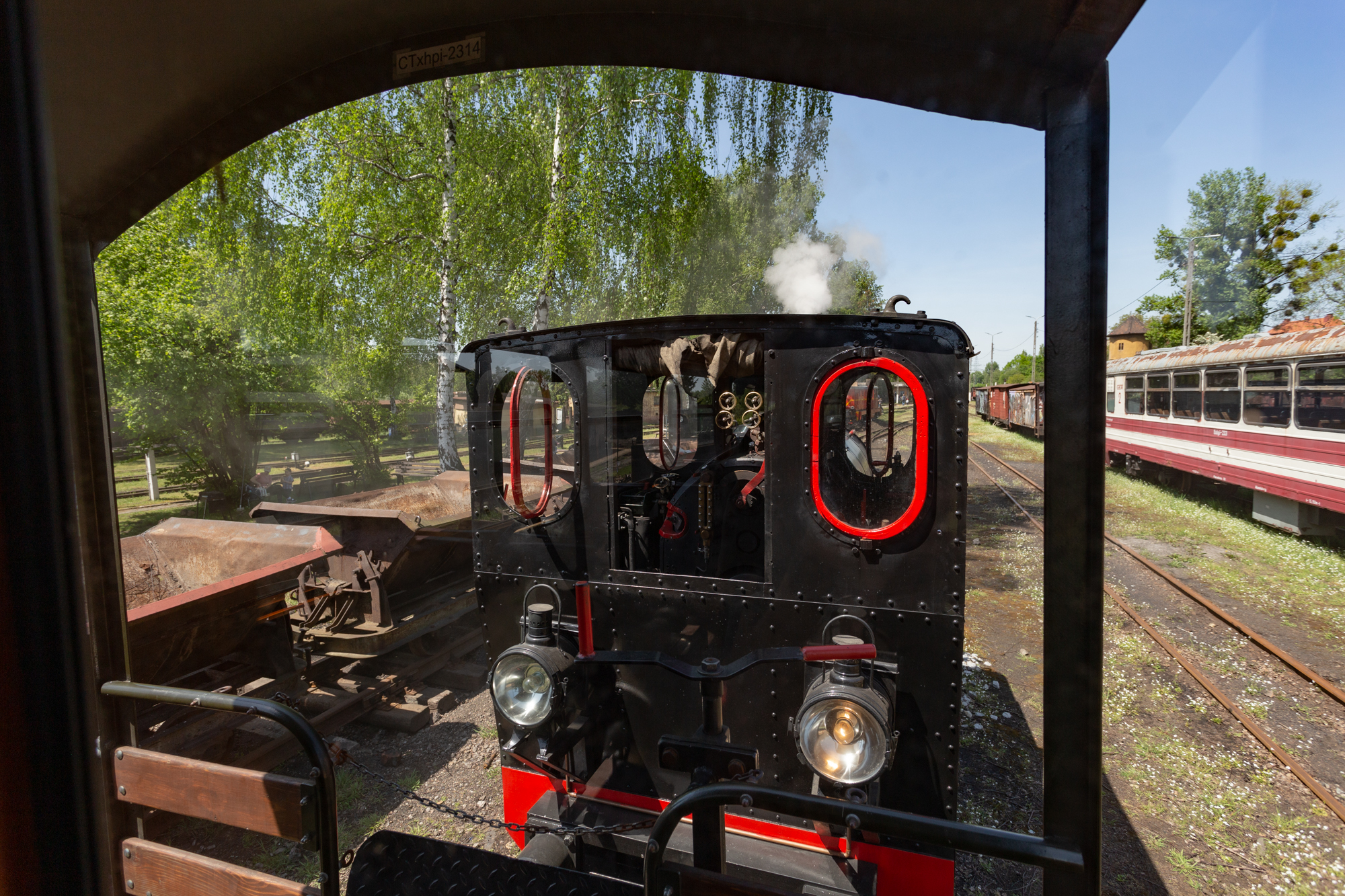
Bytom Karb Wąsk. Na fotografii podpinanie parowozu TKb27 do składu turystycznego.
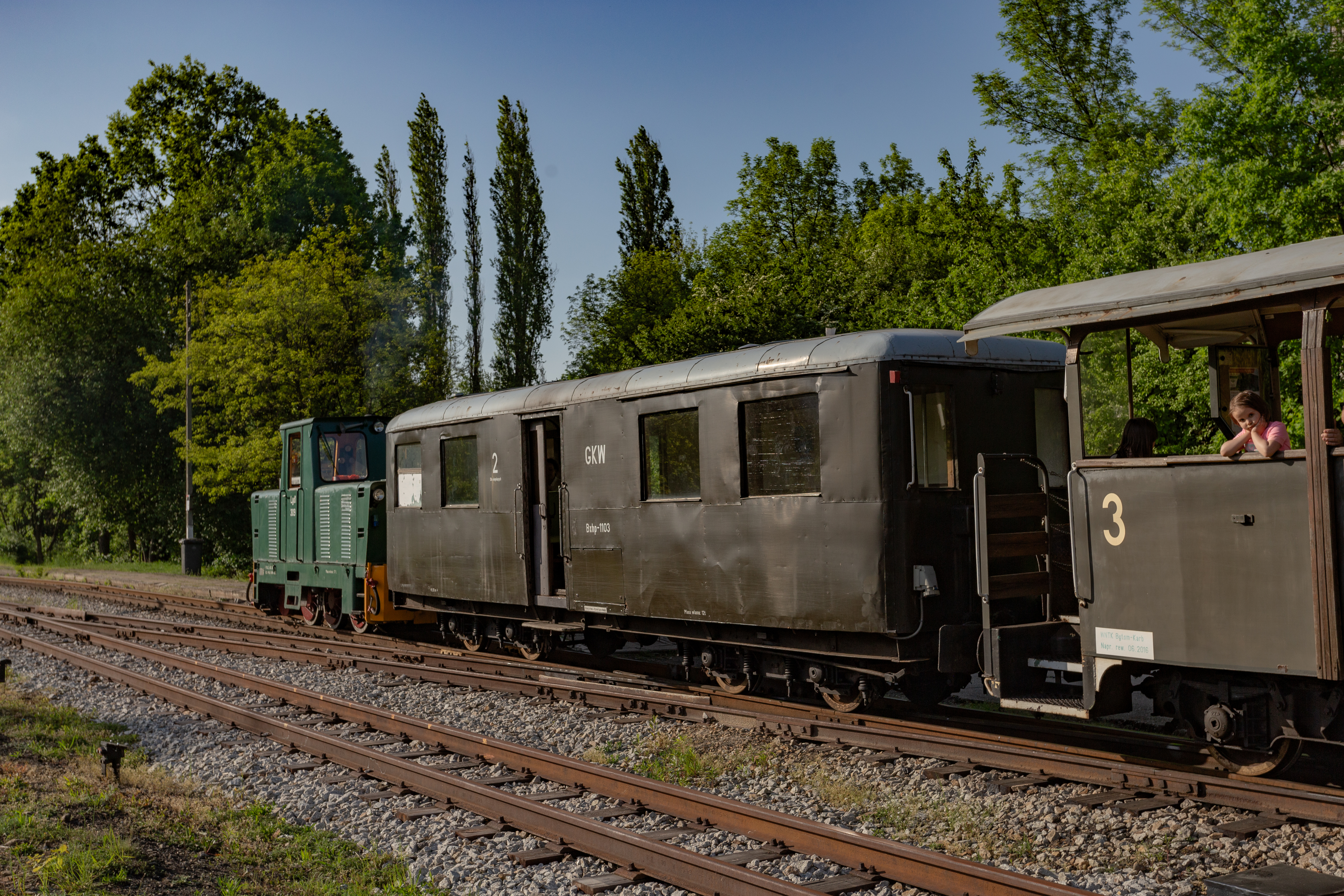
Wagon wąskotorowy Bxhp-1103
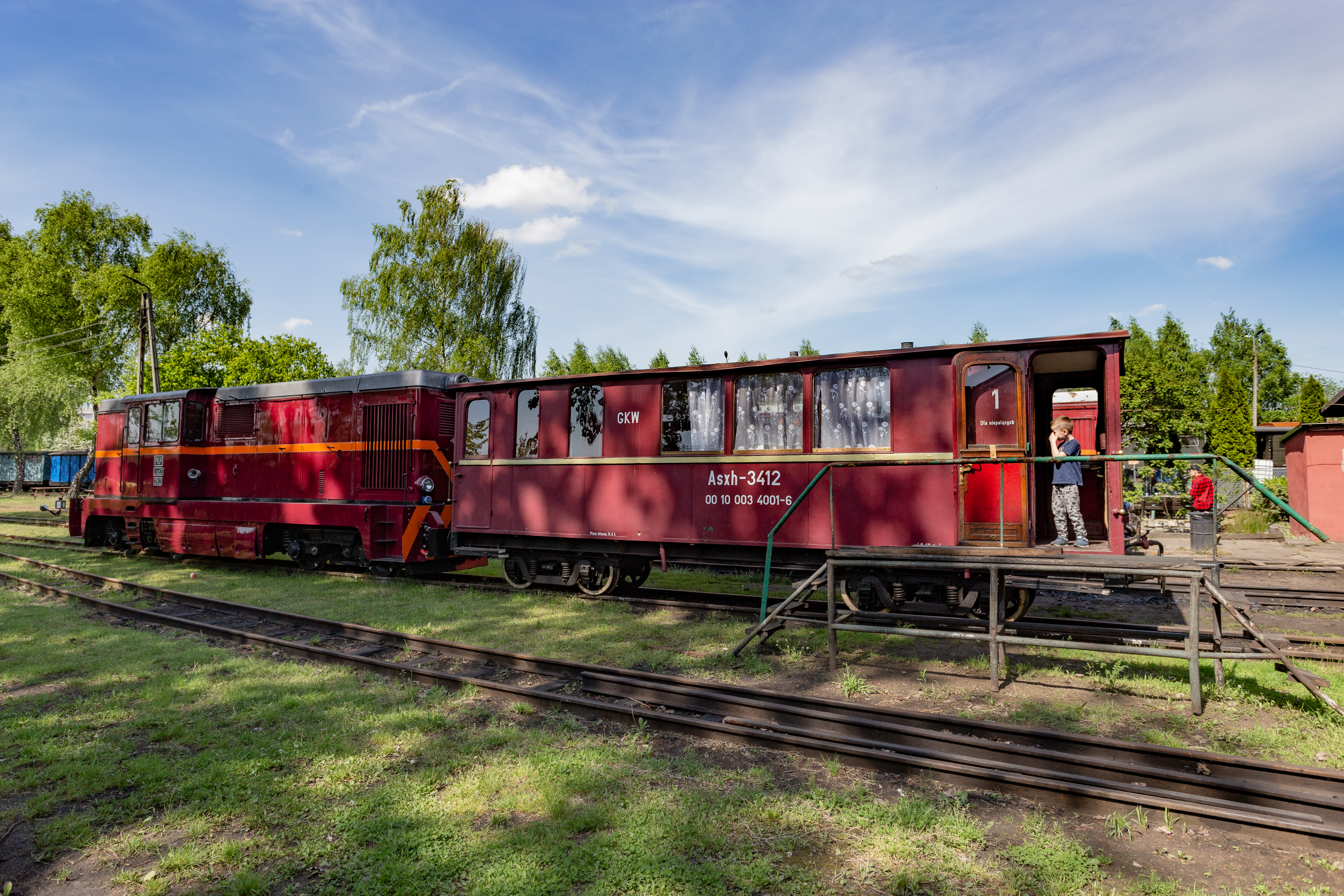
Wagon wąskotorowy Asxh-3412
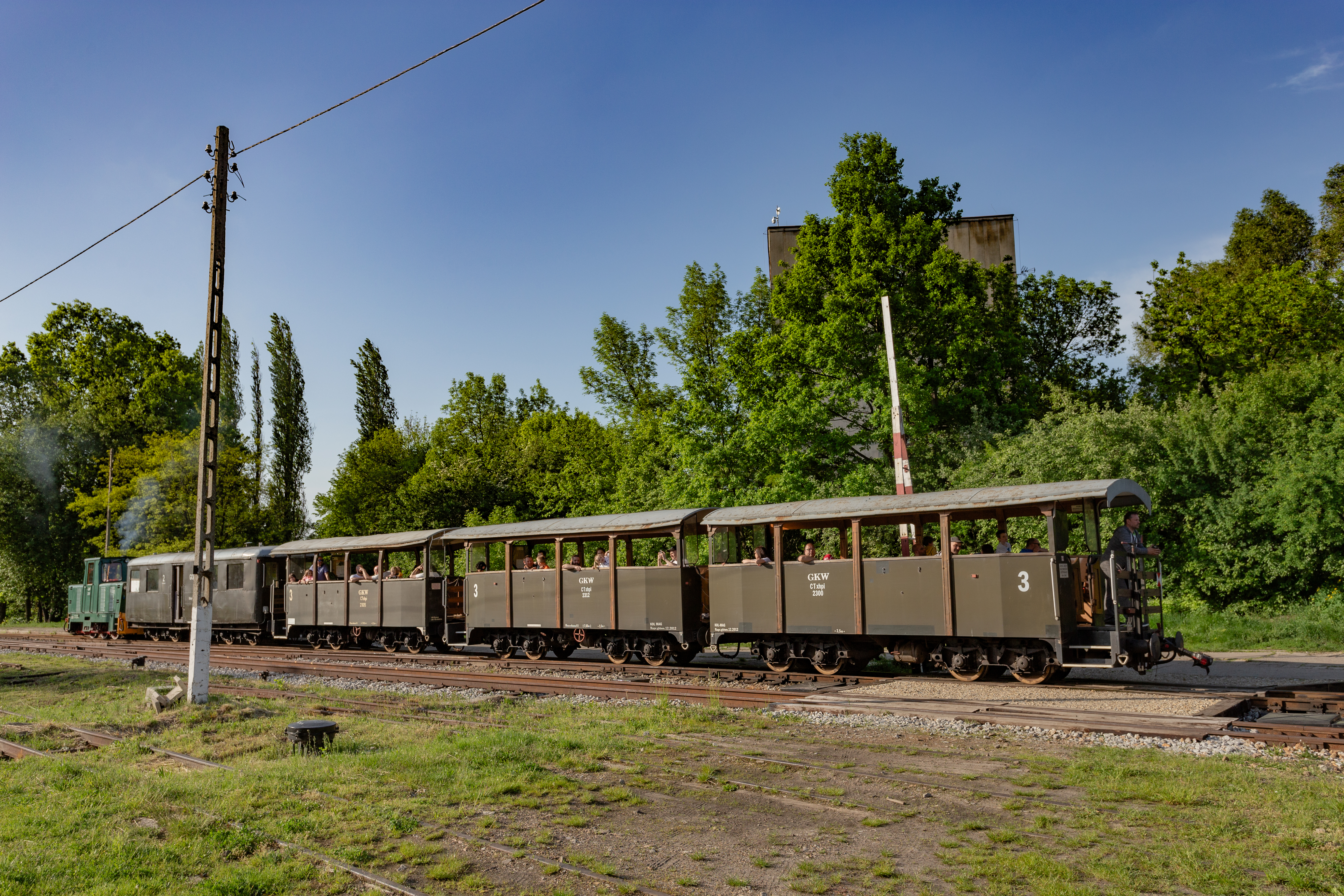
Wagony wąskotorowe CThxpi
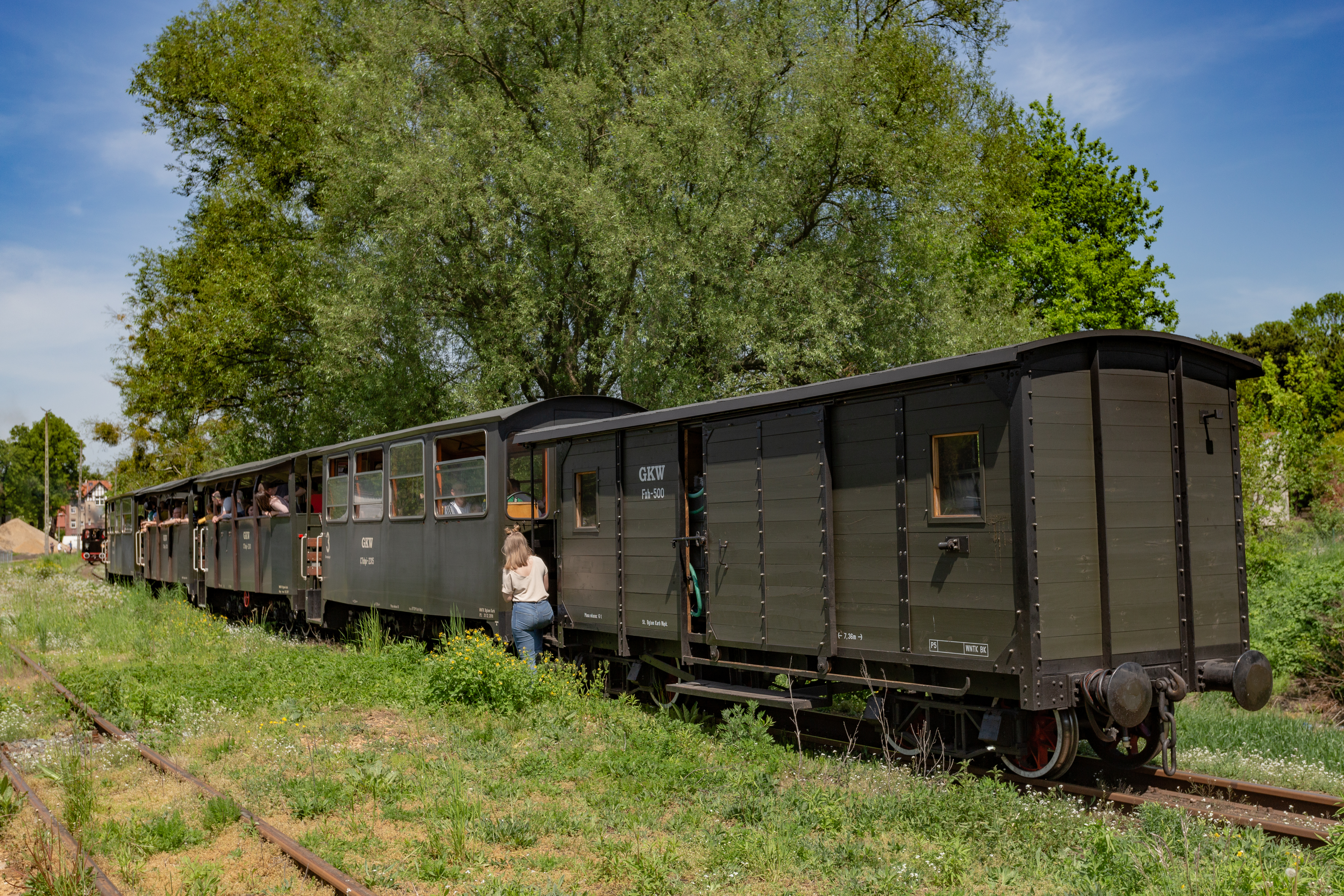
Wagon wąskotorowy Fxh-500

## Chronologia
- 2 lipca 2003 – data wpisu do rejestru stowarzyszeń
- 25 maja 2005 – otrzymanie licencji na przewóz osób koleją (licencja nr WPO/108/2005)[10]
- 11 listopada 2005 – wyróżnienie w Konkursie na Najlepszą Inicjatywę Obywatelską Pro Publico Bono[11]
- 3 listopada 2006 – wyróżnienie przez Marszałka Województwa Śląskiego dyplomem „Za zasługi dla rozwoju turystyki w Województwie Śląskim”[12]
- wrzesień 2010 – zajęcie pierwszego miejsca w dorocznym plebiscycie Perły w koronie Województwa Śląskiego[13]